# Protestele din Irak din 2018
Protestele din Irak din 2018 pentru deteriorarea condițiilor economice și corupția statului au început în iulie 2018 la Bagdad și în alte orașe irakiene majore, în principal în provinciile centrale și de sud.